# Skarb Hitlera
Skarb Hitlera (ang. Inside Out) – brytyjsko-niemiecki film sensacyjny z 1975 roku w reżyserii Petera Duffella. Wyprodukowana przez wytwórnię Kettledrum Films.
Premiera filmu odbyła się 19 października 1975. Zdjęcia do filmu zrealizowano w Amsterdamie w Holandii, Berlinie w Niemczech oraz Londynie w Anglii w Wielkiej Brytanii.

## Opis fabuły
Harry Morgan (Telly Savalas) i Ernst Furben (James Mason) podejmują się śmiałego przedsięwzięcia. Chcą odnaleźć ukryte podczas II wojny światowej skrzynie ze sztabami złota. O miejscu ukrycia ładunku wie hitlerowski zbrodniarz wojenny Reinhald Holtz (Wolfgang Lukschy). Organizatorzy akcji postanawiają uprowadzić Holtza i zmusić go do ujawnienia kryjówki.

## Obsada
Źródło: Filmweb
- Doris Kunstmann jako Erika
- James Mason jako Ernst Furben
- Robert Culp jako Sly Wells
- Constantine Gregory jako pułkownik Kosnikow
- Aldo Ray jako William Prior
- Richard Warner jako Wilheim Schlager
- Günter Meisner jako Hans Schmidt
- Adrian Hoven jako doktor Maar
- Wolfgang Lukschy jako Reinhard Holtz